# Santissimo Nome di Gesù

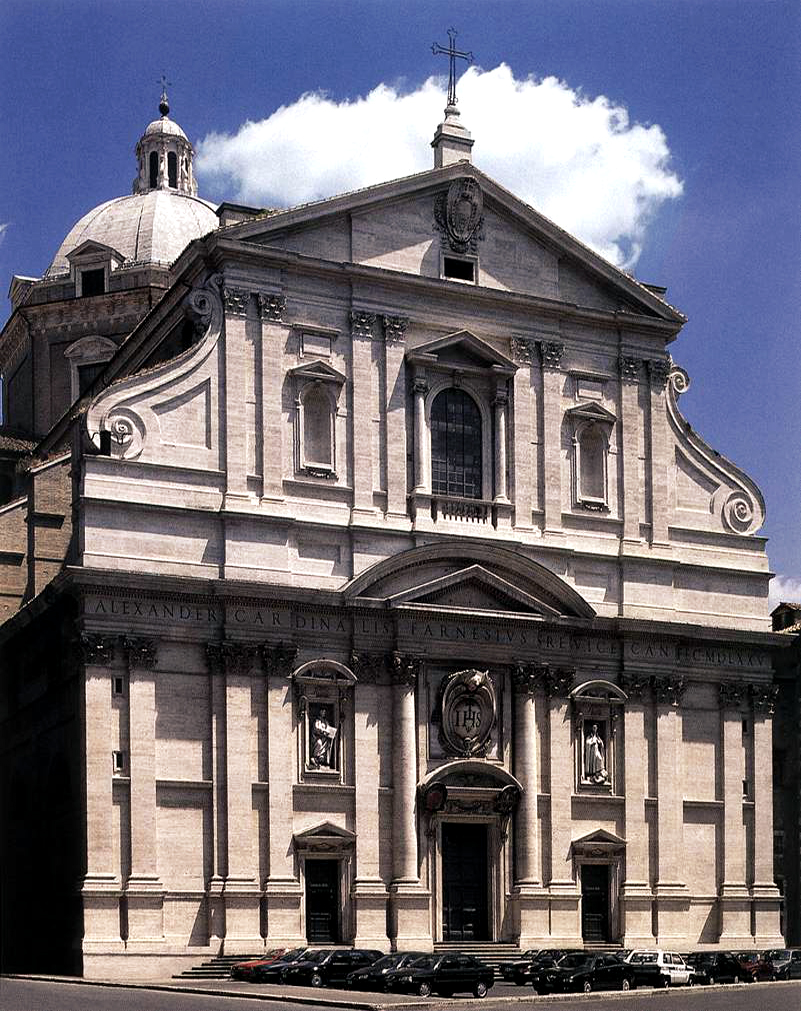
Església del Gesù

Escut del cardenal Somalo

El títol cardenalici de Santíssim Nom de Jesús (en italià: Santissimo Nome di Gesù) va ser creat pel Papa Pau VI el 5 de febrer de 1965 amb la constitució apostòlica Quod exantiquitate.

## Titulars
- Michele Pellegrino, títol pro illa vice (1967-1986)
- Eduardo Martínez Somalo (1988-1999); títol pro hac vice (1999-)
- Gianfranco Ghirlanda (2022 - )